# 문성원
문성원(1988년 10월 29일 ~ )은 대한민국의 전직 스타크래프트, 스타크래프트 II 프로게이머이자 현직 오버워치 프로게임단 지도자로 선수 시절 종족은 테란, 아이디는 MMA를 사용했으며 현재 서울 다이너스티의 코치를 맡고 있다.

## 선수 시절 및 지도자 활동
GSL 2회 우승 및 1회 준우승을 차지하면서 한 때 같은 팀의 선배 황제 임요환의 뒤를 이을 황태자로 불리기도 했다. 2012년 11월 슬레이어즈의 해체로 팀 에이서에 입단했으며 2015년 5월 5일 국내팀인 스베누에 합류했으나 단 해외에서는 에이서 소속으로 활동했다. 2015년 12월 1일 스베누와 결별했으며 12월 17일 홈스토리컵 시즌 12 이후 은퇴를 선언했다가 번복하고 2017년 10월 24일 군 전역 후 스타크래프트2 프로게이머로 복귀한 문성원 코치는 2017년 11월 2일 친정팀인 팀 엑스퍼트로 복귀하였다가 2018년 11월 2일 Gen.G 오버워치 컨텐더스팀의 코치로 부임했다. 그리고 2019년 10월 30일 오버워치 리그 태평양 컨퍼런스 동부지구 소속팀인 서울 다이너스티의 코치에 임명되었다.

## 선수 활동

### 스타크래프트
2008년 하반기 드래프트에서 SK텔레콤 T1의 1차 지명으로 입단하였다.
2010년 6월 한국e스포츠협회에 은퇴가 공시되면서 프로게이머를 은퇴하였다.

### 2010~2011년

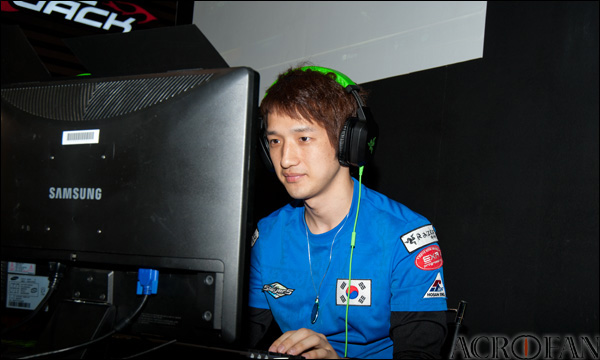

2010년 스타크래프트 II가 출시되며 스타크래프트 II 게이머로 전향하였다. 2011년부터 본격적으로 스타크래프트 II 게이머로 활동하기 시작하였다. 2011년 초반, 팀을 만들려고 하던 임요환은 SKTelecom T1 시절 때부터 지켜봐왔던 문성원을 입단시키게 되었다. 문성원은 글로벌 스타크래프트 II 팀 리그 March의 결승전의 9세트에서 최강의 테란으로 손꼽히는 정종현을 잡았다. 글로벌 스타크래프트 II 팀 리그 May에서는 슬레이어스가 2연속 결승에 진출하는데에 한 몫을 했고, 특히 MVP의 박수호와의 9세트는 의료선 견제로 역전승을 거두어 주목을 받았다.
문성원은 해외 대회인 MLG 콜롬버스에서 우승을 거두었고, LG 시네마 3D 슈퍼 토너먼트에서는 결승전까지 진출하며 최성훈을 상대로 압도적인 승리를 거둘것으로 예상되었다. 그런데 오히려 0:4로 패하면서 충격에 빠졌고, GSL에서도 예선까지 떨어지고 말았다. 다행히, GSL과 MLG의 연계 방안으로 코드 S로 바로 승격됐다.
펩시콜라 글로벌 스타크래프트 II 리그 August 32강 조별예선에서 최강의 저그로 알려진 임재덕을 의료선 견제로 물리쳤다. 더욱 유명해진 문성원은 소니 에릭슨 글로벌 스타크래프트 II 리그 October 결승에서 정종현을 의료선 플레이와 완벽한 판짜기로 4:1로 승리, GSL 첫 우승컵을 거머쥐게 된다. 소니 에릭슨 글로벌 스타크래프트 II 리그 November에서는 8강에서 김학수에게 패하면서 탈락했지만 2011 블리자드 컵에서 B조 1위로 진출, 4강에서 정종현을 3:0으로 물리치고 결승에 진출해서 박수호를 상대로 4:3으로 승리를 거두며 2회 우승에 성공했다. 그 동안 GSL 투어의 결승전이 한 쪽으로 쏠리는 경우가 많아서 비판이 많았는데, 그 결승전은 명경기를 연출해내 최고의 결승전으로 평가받고 있다. 

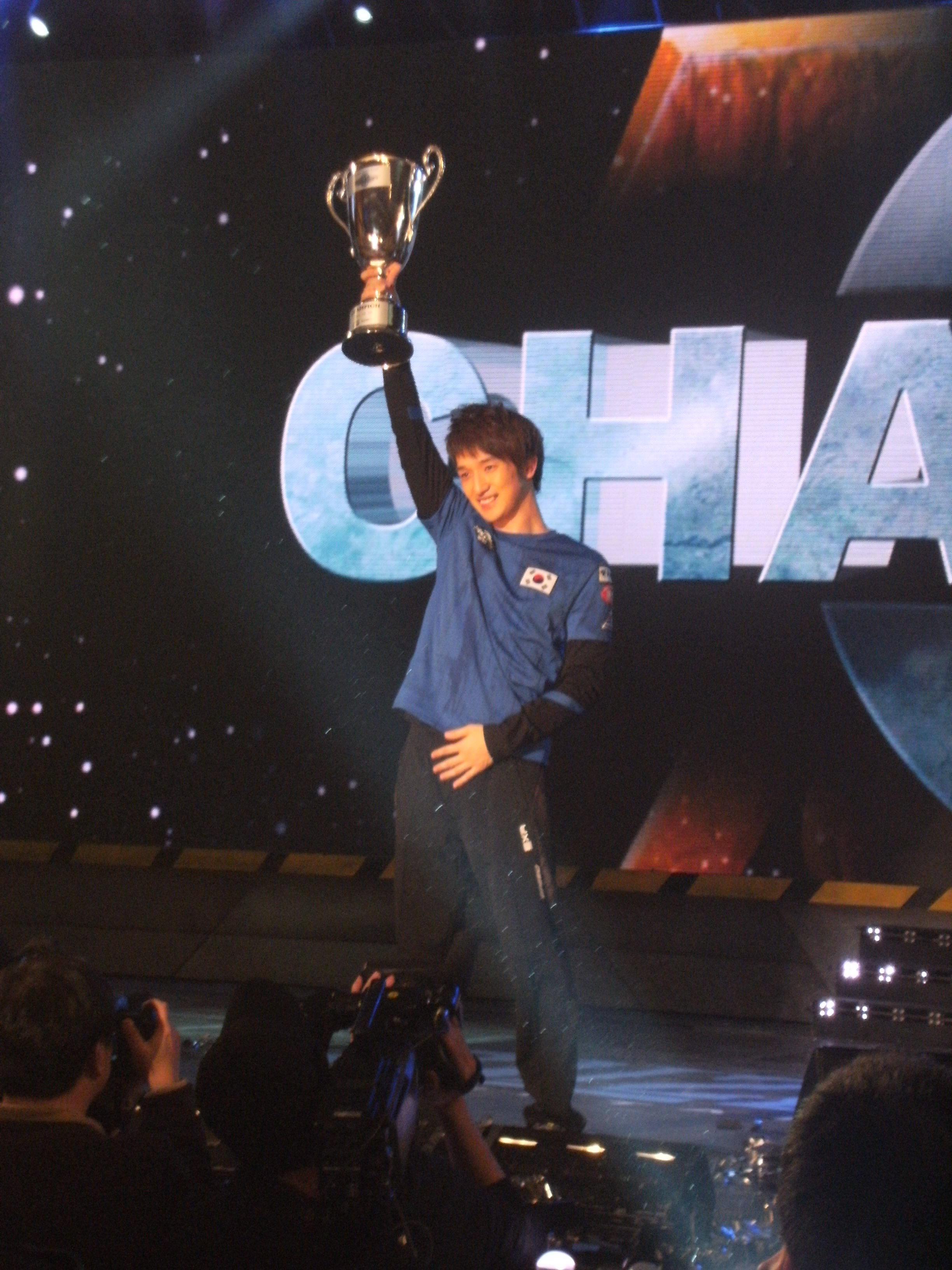
2011 블리자드 컵 결승전 승리 후 우승컵을 들어 올려보고 있는 문성원 선수

### 2012년
문성원은 2012 핫식스 GSL 시즌1 32강 조별예선에서 고병재, 최정민을 차례차례 격파하며 4전전승으로 16강 조별예선에 직행했다. 그 뒤, 곧바로 우크라이나 키예프에서 열리는 MLG
에 참가하여 우승을 차지했다. 16강 조별예선에서는 김학수만 두 번 물리치며 5승4패로 8강진출에 성공했다.
2011년에 비해 많은 방식이 달라졌고, 상금도 커진 GSTL의 2012년 개막전은 SlayerS vs FXO였다. SlayerS의 선봉 최재원이 2킬을 거두며 기분 좋게 출발했으나, 곧바로 이인수가 3킬로 되갚아주며 2:3으로 스코어를 역전시켰다. 다급해진 SlayerS는 문성원을 내보냈다. 문성원은 이인수의 4킬을 막고, FXO의 에이스인 이동녕과 김학수를 물리치며 3킬을 기록, 5:3으로 경기를 끝냈다. 특히 이동녕과의 저그전은 앞으로 SlayerS를 상대하는 모든 팀이 저그 선수를 꺼내들기 상당히 어렵게 되었다고 극찬을 받았다.
실제로 문성원을 이겨본 저그는 임재덕, 박수호밖에 없으며 둘을 상대로도 각각 2:1, 5:4의 전적을 기록하고 있다.(임재덕과 박수호를 상대로 승률이 앞서는 게이머는 정종현, 문성원을 제외하고는 없다고 봐도 무방하다.)

## 주요 기록
스타크래프트 II : 프리미어 개인리그 우승 9회, 준우승 4회

### 스타크래프트
- 2008년 5월 제39회 커리지매치 입상

### 스타크래프트 II
- 2011년 글로벌 스타크래프트 II 팀 리그 March MVP
- 2011년 글로벌 스타크래프트 II 팀 리그 May MVP
- 2011년 2011 인텔 글로벌 스타크래프트 II 리그 Mar. Code A 16강
- 2011년 2011 LG 시네마 3D, 인텔코리아 글로벌 스타크래프트 II 리그 May Code A 8강
- 2011년 2011 MLG Columbus 우승 (vs 황강호 4:1)
- 2011년 LG 시네마 3D 슈퍼 토너먼트 준우승 (vs 최성훈 0:4)
- 2011년 MLG 애너하임 준우승 (vs 정종현 1:2)
- 2011년 IPL 3 Origins 4강
- 2011년 2011 PEPSI 글로벌 스타크래프트 II 리그 July Code A 32강
- 2011년 2011 PEPSI 글로벌 스타크래프트 II 리그 Aug. Code S 16강
- 2011년 소니 에릭슨 글로벌 스타크래프트 II 리그 October 우승 (vs 정종현 4:1)
- 2011년 블리자드 컵 우승 (vs 박수호 4:3)
- 2012년 IEM Season VI - Global Challenge Kiev 우승(vs DIMAGA 3:1)
- 2012년 Iron Squid/Chapter 1 우승 (vs 강동현 4:2)
- 2012년 IPL 4 4위
- 2012년 IPL Fight Club at Hot Import Nights 3위
- 2012년 2012 핫식스 2012 글로벌 스타크래프트 II 리그 시즌 1 Code S 8강
- 2012년 핫식스 2012 글로벌 스타크래프트 II 리그 시즌 2 Code S 32강
- 2012년 무슈제이 2012 글로벌 스타크래프트 II 리그 시즌 3 Code A 12강
- 2012년 핫식스 2012 글로벌 스타크래프트 II 리그 시즌 4 Code S 32강
- 2013년 2013 Ritmix Russian StarCraft II League Season 5 8강
- 2013년 2013 WCS 유럽 시즌 1 챌린저리그 8강
- 2013년 WCG 2013 한국대표선발전 스타크래프트 ll 부문 16강
- 2013년 2013 WCS 유럽 시즌 2 프리미어리그 4강 (2013 WCS 시즌 2 파이널 진출)
- 2013년 2013 WCS 시즌 2 파이널 16강
- 2013년 2013 DreamHack Open: Bucharest 4강
- 2013년 2013 WCS 유럽 시즌 3 프리미어리그 우승 (vs 장민철 4:2) (2013 WCS 시즌 3 파이널 진출)
- 2013년 2013 WCS 시즌 3 파이널 8강
- 2013년 2013 WCS 글로벌 파이널 16강
- 2013년 2013 DreamHack Open: Winter 6강
- 2013년 2013 ASUS ROG Tournament - NorthCon 2013 16강
- 2014년 2014 WCS 유럽 시즌 1 프리미어리그 준우승 (vs 장민철 2:4)
- 2014년 2014 핫식스 GSL 글로벌 토너먼트 8강
- 2014년 2014 WCS 유럽 시즌 2 프리미어리그 32강
- 2014년 HomeStory Cup IX 8강
- 2014년 2014 DreamHack Open: Summer 32강
- 2014년 IEM Season IX - Shenzhen 16강
- 2014년 The Big One 16강
- 2014년 Gfinity G3 8강
- 2014년 2014 Red Bull Battle Grounds: Global 5위
- 2014년 2014 DreamHack Open: Moscow 우승 (vs 정지훈 3:1)
- 2014년 2014 DreamHack Open: Stockholm 8강
- 2014년 2014 WCS 유럽 시즌 3 프리미어리그 우승 (vs 최병현 4:2)
- 2014년 2014 WCS 글로벌 파이널 준우승 (vs 이승현 1:4)
- 2014년 2014 DreamHack Open: Winter 8강
- 2014년 Fragbite Masters Season 3 우승
- 2015년 2015 글로벌 스타크래프트 II 리그 시즌 1 코드 S 4강
- 2015년 2015 DreamHack Open: Tours 64강
- 2015년 2015 스베누 글로벌 스타크래프트 II 리그 시즌 2 코드 S 32강
- 2015년 IEM Season X - gamescom 4강
- 2015년 2015 핫식스 글로벌 스타크래프트 II 리그 시즌 3 코드 S 32강
- 2015년 HomeStory Cup XII 우승 (vs FireCake 4:1)
- 2018년 2018 글로벌 스타크래프트 II 리그 시즌 3 코드 S 32강